# Ocem
Ocem (hebrejsky עֹצֶם, doslova „Síla“, v oficiálním přepisu do angličtiny Ozem, přepisováno též Otzem) je vesnice typu mošav v Izraeli, v Jižním distriktu, v Oblastní radě Lachiš.

## Geografie
Leží v nadmořské výšce 94 metrů v pobřežní nížině, v regionu Šefela, nedaleko od vodního toku Lachiš.
Obec se nachází 14 kilometrů od břehu Středozemního moře, cca 50 kilometrů jižně od centra Tel Avivu, cca 52 kilometrů jihozápadně od historického jádra Jeruzalému a 6 kilometrů severozápadně od města Kirjat Gat. Ocem obývají Židé, přičemž osídlení v tomto regionu je etnicky převážně židovské.
Ocem je na dopravní síť napojen pomocí lokální silnice číslo 352, jež severozápadně od vesnice ústí do dálnice číslo 35.

## Dějiny
Ocem byl založen v roce 1955. Podle jiného pramene byla osada osídlena až roku 1956. Šlo o součást jednotně koncipované sídelní sítě budované v regionu Chevel Lachiš po vzniku státu Izrael. Zakladateli mošavu byli Židé z Maroka. Šlo o první vesnici zřízenou v tomto regionu. Slavnostní založení osady se konalo 24. května 1955.
Původně se vesnice nazývala Lachiš Alef (לכיש א). Nynější jméno odkazuje na intenzitu bojů, které se v této oblasti odehrávaly během války za nezávislost v roce 1948, kdy se zde invazní egyptská armáda snažila o průlom.
Vesnice plánuje stavební expanzi a hodlá nabídnout 134 stavebních parcel pro rodinné domy. V obci funguje mateřská škola, základní škola, obchod a sportovní areály. Místní ekonomika je založena na zemědělství.

## Demografie
Podle údajů z roku 2014 tvořili naprostou většinu obyvatel v Ocem Židé (včetně statistické kategorie "ostatní", která zahrnuje nearabské obyvatele židovského původu ale bez formální příslušnosti k židovskému náboženství).
Jde o menší obec vesnického typu s dlouhodobě stagnující populací. K 31. prosinci 2014 zde žilo 499 lidí. Během roku 2014 populace klesla o 6,9 %.
| Rok            | 1961 | 1972 | 1983 | 1995 | 2001 | 2003 | 2004 | 2005 | 2006 | 2007 | 2008 | 2009 | 2010 | 2011 | 2012 | 2013 | 2014 |
| -------------- | ---- | ---- | ---- | ---- | ---- | ---- | ---- | ---- | ---- | ---- | ---- | ---- | ---- | ---- | ---- | ---- | ---- |
| Počet obyvatel | 508  | 655  | 506  | 513  | 538  | 541  | 541  | 539  | 523  | 538  | 523  | 530  | 540  | 537  | 537  | 536  | 499  |